# (14365) Jeanpaul
(14365) Jeanpaul ist ein Asteroid des Hauptgürtels, der am 8. September 1988 vom deutschen Astronomen Freimut Börngen an der Thüringer Landessternwarte Tautenburg (IAU-Code 033) in Thüringen entdeckt wurde.
Der Asteroid wurde am 26. Juli 2000 nach dem deutschen Schriftsteller Jean Paul (1763–1825) benannt.